# Livio Loi
Livio Loi (Hasselt, Bélgica, 27 de abril de 1997) es un piloto de motociclismo belga que participa en el Campeonato Mundial de Supersport 300 con el equipo 2R Racing.

## Trayectoria
Compitió en el Campeonato del Mundo de Moto3 en 2013 y en la primera mitad de la temporada 2014 para el Marc VDS Racing Team, antes de ser reemplazado por el español Jorge Navarro.
En 2015, Loi regresó al campeonato con el equipo RW Racing GP. Después de anotar 15 puntos en la primera mitad de la temporada, Loi logró su primera victoria en el Gran Premio de Indianápolis; en una carrera que paso de mojado a seco, Loi comenzó la carrera con neumáticos slick, y terminó con casi 40 segundos de diferencia con respecto al segundo, John McPhee.
En 2018 corrió con la KTM del Reale Avintia Academy. Su mejor resultado fue el décimo puesto conseguido en el Gran Premio de las Américas. Después del Gran Premio de los Países Bajos, el equipo descidió rescindir su contrato debido a los malos resultados obtenidos,
 reemplazandolo por el español Vicente Pérez.

## Resultados

### Campeonato del mundo de motociclismo

#### Por temporada
| Temp. | Cat.  | Moto      | Equipo                | Carreras | Victorias | Podios | Poles | V.Ráp. | Pts. | Pos. |
| ----- | ----- | --------- | --------------------- | -------- | --------- | ------ | ----- | ------ | ---- | ---- |
| 2013  | Moto3 | Kalex KTM | Marc VDS Racing Team  | 15       | 0         | 0      | 0     | 0      | 8    | 22.º |
| 2014  | Moto3 | Kalex KTM | Marc VDS Racing Team  | 9        | 0         | 0      | 0     | 0      | 17   | 21.º |
| 2014  | Moto3 | KTM       | Marc VDS Racing Team  | 9        | 0         | 0      | 0     | 0      | 17   | 21.º |
| 2015  | Moto3 | Honda     | RW Racing GP          | 18       | 1         | 1      | 0     | 0      | 56   | 16.º |
| 2016  | Moto3 | Honda     | RW Racing GP BV       | 18       | 0         | 0      | 0     | 1      | 63   | 18.º |
| 2017  | Moto3 | Honda     | Leopard Racing        | 16       | 0         | 1      | 0     | 0      | 80   | 13.º |
| 2018  | Moto3 | KTM       | Reale Avintia Academy | 8        | 0         | 0      | 0     | 0      | 8    | 32.º |
| Total |       |           |                       | 84       | 1         | 2      | 0     | 1      | 232  |      |

#### Carreras por año
(Carreras en negrita indica pole position, carreras en cursiva indica vuelta rápida)
| Año  | Clase | Moto      | 1       | 2      | 3      | 4       | 5      | 6       | 7      | 8      | 9       | 10     | 11     | 12     | 13      | 14     | 15      | 16      | 17      | 18     | 19  | Pos. | Pts. |
| ---- | ----- | --------- | ------- | ------ | ------ | ------- | ------ | ------- | ------ | ------ | ------- | ------ | ------ | ------ | ------- | ------ | ------- | ------- | ------- | ------ | --- | ---- | ---- |
| 2013 | Moto3 | Kalex     | QAT     | AME    | SPA 15 | FRA 16  | ITA 25 | CAT Ret | NED 23 | GER 22 | IND 14  | CZE 21 | GBR 19 | RSM 22 | ARA 15  | MAL 18 | AUS 18  | JPN 12  | VAL Ret |        |     | 22.º | 8    |
| 2014 | Moto3 | Kalex KTM | QAT 17  | AME 12 | ARG 4  | SPA Ret | FRA 20 | ITA 19  | CAT 25 | NED 25 |         |        |        |        |         |        |         |         |         |        |     | 21.º | 17   |
| 2014 | Moto3 | KTM       |         |        |        |         |        |         |        |        | GER Ret | IND    | CZE    | GBR    | RSM     | ARA    | JPN     | AUS     | MAL     | VAL    |     | 21.º | 17   |
| 2015 | Moto3 | Honda     | QAT Ret | AME 25 | ARG 12 | SPA 13  | FRA 13 | ITA 14  | CAT 19 | NED 13 | GER 16  | IND 1  | CZE 18 | GBR 5  | RSM 12  | ARA 15 | JPN Ret | AUS Ret | MAL 19  | VAL 20 |     | 16.º | 56   |
| 2016 | Moto3 | Honda     | QAT 8   | ARG 16 | AME 8  | SPA 17  | FRA 11 | ITA 16  | CAT 16 | NED 15 | GER 14  | AUT 10 | CZE 14 | GBR 20 | RSM 13  | ARA 18 | JPN 7   | AUS 5   | MAL 9   | VAL 15 |     | 18.º | 63   |
| 2017 | Moto3 | Honda     | QAT 12  | ARG 6  | AME 15 | SPA 16  | FRA 16 | ITA 23  | CAT 25 | NED 21 | GER 7   | CZE 27 | AUT 4  | GBR 6  | RSM DNS | ARA    | JPN 19  | AUS 2   | MAL 4   | VAL 27 |     | 13   | 80   |
| 2018 | Moto3 | KTM       | QAT Ret | ARG 15 | AME 10 | SPA 18  | FRA 21 | ITA 24  | CAT 15 | NED 24 | GER     | CZE    | AUT    | GBR    | RSM     | ARA    | THA     | JPN     | AUS     | MAL    | VAL | 32.º | 8    |

### Campeonato Mundial de Supersport 300

#### Por temporada
| Temp. | Moto               | Equipo         | N.º   | Carreras | Victorias | Podios | Poles | V.Ráp. | Pts. | Pos. |
| ----- | ------------------ | -------------- | ----- | -------- | --------- | ------ | ----- | ------ | ---- | ---- |
| 2019  | Kawasaki Ninja 400 | 2R Racing Team | 57    | 3        | 0         | 0      | 0     | 0      | 10   | 24.º |
| 2020  | Kawasaki Ninja 400 | 2R Racing      | 19    | 0        | 0         | 0      | 0     | 0      | -*   | -º*  |
| Total | Total              | Total          | Total | 3        | 0         | 0      | 0     | 0      | 10   |      |

- * Temporada en curso.

#### Carreras por Año
(Carreras en negrita indica pole position, carreras en cursiva indica vuelta rápida)
| Año  | Equipo   | 1   | 2   | 3     | 4   | 5   | 6   | 7      | 8      | 9     | 10  | 11  | 12  | 13  | 14  | Pos. | Pts. |
| ---- | -------- | --- | --- | ----- | --- | --- | --- | ------ | ------ | ----- | --- | --- | --- | --- | --- | ---- | ---- |
| 2019 | Kawasaki | SPA | NED | ITA C | SPA | SPA | ITA | GBR 21 | POR 24 | FRA 6 | QAT |     |     |     |     | 24.º | 10   |
| 2020 | Kawasaki | SPA | SPA | POR   | POR | SPA | SPA | SPA    | SPA    | SPA   | SPA | FRA | FRA | MIS | MIS | -º   | -    |

- * Temporada en curso.